# Metro Exodus
Metro Exodus è un videogioco action-adventure FPS del 2019, sviluppato da 4A Games e pubblicato da Deep Silver per Google Stadia, PlayStation 4, Xbox One e Microsoft Windows, il 18 giugno 2021 viene pubblicato anche per PlayStation 5, Xbox Series X/S. Si tratta del terzo capitolo della serie di videogiochi Metro, basata sui romanzi di Dmitrij Gluchovskij, preceduto da Metro: Last Light e Metro 2033.

## Trama

### Ambientazione
Ambientato nel 2035, un anno dopo gli eventi di Metro: Last Light, su una Terra post-apocalittica che 23 anni prima è stata devastata da una guerra nucleare. Il gioco continua la storia dal finale "Redenzione" di Metro: Last Light. Come nei precedenti capitoli il giocatore assume il ruolo di Artyom, che fugge dalla metropolitana di Mosca con Anna, ora sua moglie, Miller e l'Ordine degli Spartani a bordo di una locomotiva chiamata "Aurora": un viaggio che toccherà tutti gli angoli del continente, alla ricerca di risposte sull'esito della guerra e sullo stato della nazione.

### Storia
Dopo l'attacco al bunker D6, Artyom è amareggiato e deluso dalla costante conflittualità e corruzione della Metro e lascia l'Ordine degli Spartani. In poco tempo diventa ossessionato dal voler provare che esistono sopravvissuti al di fuori di Mosca e, nonostante la preoccupazione di Anna e la disapprovazione di Miller, prende parte a numerose spedizioni in superficie. Durante una di queste, assieme ad Anna vede un treno merci in corsa. Prima di riuscire a raggiungerlo, vengono catturati da dei soldati dell'Hansa, assieme a una coppia che sostiene di venire da fuori Mosca. I soldati uccidono i due e catturano Anna, non prima di aver sparato ad Artyom, che cade in una fossa comune. Sopravvissuto all'esecuzione, Artyom segue i soldati verso la loro base per salvare Anna e, durante un combattimento, distrugge inavvertitamente il disturbatore radio che stava bloccando tutte le comunicazioni in entrata ed in uscita dalla zona di Mosca. Trasmissioni radio da tutto il mondo tornano ad essere ricevute e Artyom ed Anna si rendono conto che l'umanità non si è estinta. Dopodiché riescono a scappare rubando uno dei treni dell'Hansa con l'aiuto di un anziano macchinista disertore, di nome Yermak.
Mentre il treno parte, l'Ordine degli Spartani (composto da Miller, Idiota, Alyosha, Duke, Damir, Tokarev, Stefan e Sam) irrompe per riconquistarlo e la squadra è scioccata nello scoprire la presenza di Artyom e Anna. Dopo essere riusciti a distruggere un treno incrociatore che tentava di arrestarli, e sapendo che l'Hansa li ucciderà per non aver protetto il segreto, Miller decide di scappare da Mosca; arrivati fuori dalla città rivela agli altri che, nonostante molte città russe siano state bombardate, la guerra non è finita, e che la NATO ha invaso quello che rimane della nazione. Confessa inoltre che, per evitare che altre bombe fossero lanciate su Mosca, i leader russi decisero segretamente di disturbare tutte le comunicazioni per far credere al resto del mondo che nessuno fosse sopravvissuto. Dopo questa spiegazione, ricevono una comunicazione radio dal Centro di Difesa di Mosca, dove tutti i sopravvissuti vengono esortati a radunarsi all'Arca, un bunker militare localizzato nel Monte Jamantau, completo di tutte le risorse che un superstite possa desiderare; Miller decide quindi di dirigersi là, convinto che l'Arca sia dove il governo russo si sia ricostruito e riorganizzato.
Durante la traversata del fiume Volga, dove l'Aurora si imbatte in una setta di fanatici religiosi anti-tecnologia, vengono recuperati una motrice ed un vagone passeggeri da aggiungere al treno e si uniscono all'equipaggio l'infermiera Katya, sua figlia Nastya e il meccanico Krest. Il gruppo riesce a raggiungere il bunker dello Jamantau, ma presto scopre di essere finito in una trappola in quanto l'equipaggio della base si è trasformato in un branco di cannibali che attira i sopravvissuti con false promesse di salvezza. Artyom, Anna e gli Spartani riescono a fuggire combattendo, ma la fede di Miller nella nazione è distrutta poiché capisce che il governo non si è mai rifugiato nello Jamantau, né tantomeno è sopravvissuto alla guerra; a questo punto gli Spartani decidono di trovare un luogo sicuro e senza radiazioni in cui poter fondare una colonia e si recano in una base militare sul Mar Caspio dove potranno reperire una cartina con le immagini satellitari indicanti le zone radioattive da cui tenersi alla larga.
Dopo tre mesi di viaggio, l'Aurora raggiunge la meta ma è a corto di carburante e carbone. Il Mar Caspio è ormai ridotto ad un deserto, ma Artyom e Damir riescono a recuperare la cartina contenente le ultime immagini satellitari dalla base militare grazie all'aiuto di Giul, guerriera leader della resistenza contro i Munai-bailer, un'accozzaglia di ex-soldati, mafiosi e petrolieri che ha schiavizzato la popolazione locale facendole idolatrare il fuoco dei pozzi petroliferi. Le temperature torride e la carenza d'acqua mettono a dura prova l'equipaggio dell'Aurora, in particolare Stephan, che riesce a sopravvivere solo grazie alle cure di Katya, e Anna, che inizia a manifestare una forte tosse. Dopo aver liberato gli schiavi, rubato l'acqua ai Munai-bailer, recuperato il carburante e ucciso il Barone, il capo dei Munai-bailer, il gruppo riparte.
Dopo altri 3 mesi di viaggio, Stephan e Katya si sposano ma, durante le celebrazioni, Anna inizia a tossire sangue e sviene: successivamente rivela che la tosse era iniziata dopo una sua caduta in un magazzino di munizioni abbandonato e pieno di gas tossici avvenuta quando ancora erano nel Volga. L'equipaggio decide quindi di esplorare le foreste della taiga per scoprire se sono abitabili, sperando che l'aria di montagna possa aiutare Anna, mentre Katya cerca, tra i manuali di sua madre, il nome di un farmaco sperimentale in grado di curare le malattie derivate da gas tossici, nel caso in cui la malattia dovesse peggiorare. Durante una missione di esplorazione nella taiga, però, una frana distrugge la motrice e fa precipitare Artyom e Alyosha in un fiume; la corrente li separa e Artyom perde i sensi. Artyom si riprende mentre viene tirato fuori dall'acqua da Olga, una ragazza del luogo, che prima di andarsene gli dice di aver salvato anche Alyosha: rimasto senza equipaggiamento, Artyom riesce a farsi strada con una balestra trovata nel posto. Mentre cammina per le foreste, Artyom ritrova le sue armi e capisce che lui e gli Spartani sono finiti in un territorio controllato da due fazioni, i "Pionieri" e i "Pirati", sopravvissuti di un campo estivo per bambini, lì in vacanza durante lo scoppio della guerra e inizialmente riusciti a sopravvivere in una convivenza pacifica, nonostante le loro diversità, grazie al "Maestro", l'istruttore del centro estivo, che con i suoi insegnamenti riusciva a mettere tutti d'accordo; tuttavia, dopo la sua morte nacquero molti dissapori tra i due gruppi e la convivenza pacifica non fu più un'opzione. Cercando di riunirsi ad Alyosha, Artyom sfugge a dei banditi e al Padrone della foresta, un enorme orso mutato dalle radiazioni.
Raggiunto un cimitero, incontra di nuovo Olga dalla quale scopre che Alyosha è già partito alla volta del treno e che la diga che protegge la valle dalle radiazioni è sul punto di collassare, rendendo la zona invivibile. Nel percorso per riunirsi ad Alyosha, Artyom esplora una buona parte del territorio delle due fazioni: fa la conoscenza dell'Ammiraglio, ex figura di riferimento dei pirati, ormai un eremita che vive con dei cadaveri in una baracca assediata da gamberi mutanti, ed oltrepassa un tunnel radioattivo per poi riunirsi con Alyosha ed uccidere il Padrone della Foresta. Tornati sul treno, Artyom scopre che le condizioni di Anna sono peggiorate. L'unica chance di salvezza per lei è andare a Novosibirsk, dove dovrebbe trovarsi il medicinale sperimentale dell'esercito in grado di curare la sua malattia, ma la città è talmente radioattiva da risultare come "fuori scala" nelle foto satellitari.
Dopo ulteriori 3 mesi di viaggio, l'Aurora raggiunge Novosibirsk e Miller e Artyom decidono, nonostante il rischio, di andare nella città da soli per cercare l'antidoto. Dopo essere riusciti a entrare nella metropolitana, fanno la conoscenza di un bambino di nome Kirill, uno degli ultimi sopravvissuti della metro. Kirill racconta loro che per molto tempo vi fu un gran numero di superstiti nelle metro di Novosibirsk, ma che a seguito di diverse catastrofi, tra cui una sanguinosa rivolta popolare, un enorme incendio, la diffusione di gas tossico e gli attacchi dei mutanti rimasero solo lui e suo padre, che partì in missione per recuperare una mappa satellitare che indicasse dove trovare un luogo vivibile, ma non fece mai ritorno. Miller decide di andare a prendere la mappa, mentre Artyom prosegue verso l'antidoto che Kirill conferma essere tenuto nell'Istituto di Ricerca della città; prima di andare, il ragazzino consegna ad Artyom e Miller 3 dosi di un antidoto anti-radiazioni chiamato "Roba-Verde". Dopo un percorso estremamente travagliato, e nonostante le radiazioni inizino a fargli avere le visioni, Artyom riesce a recuperare l'antidoto, ma viene ferito da uno dei gorilla mutanti che vagano nella superficie. Dopo essere stato salvato da Kirill e Miller, Artyom si sveglia in una macchina e deve mettersi alla guida poiché Miller è svenuto, solo per crollare anche lui poco dopo. Al suo risveglio è ormai l'alba e si rende conto che Miller era morto dato che l'ultima dose di Roba-Verde l'aveva usata proprio per salvarlo: dopo poco arriva l'Aurora e gli Spartani recuperano lui, Kirill e il cadavere del colonnello. Anna riceve l'antidoto e guarisce, ma Artyom è in condizioni critiche e ha bisogno di una trasfusione di sangue.
Qui il destino di Artyom dipende dalle scelte effettuate nel corso della storia. Nel finale negativo Artyom muore perché nell'equipaggio non sono rimasti abbastanza membri per donargli tutto il sangue necessario: arrivati all'oceano viene tenuto un funerale militare e Anna, affranta, gli dà l'ultimo addio; intanto lo spirito di Artyom si sveglierà in un'Aurora decadente ed in eterno movimento, dove passerà tutta l'eternità assieme a un cinico Miller e ad altri personaggi defunti nei capitoli scorsi. Nel finale positivo, invece, Artyom sopravvive: mentre l'equipaggio lo incoraggia donandogli tutto il sangue che gli serve, egli da svenuto ha un incontro con Miller, che si scusa per non avergli creduto e per essere stato miope, aprendosi finalmente a lui e affidandogli la vita di Anna. Arrivati sul lago Bajkal, luogo incontaminato segnato sulla mappa, e seppellito Miller, Artyom viene eletto all'unanimità come nuovo leader dell'Ordine degli Spartani: qui la sua voce da narratore conclude la storia, ripromettendosi di unire più persone possibili nella loro nuova casa, proprio come Miller aveva fatto con l'Ordine.

## Interpreti e personaggi
| Personaggio                   | Doppiatore originale | Doppiatore italiano                     |
| ----------------------------- | -------------------- | --------------------------------------- |
| Artyom                        | Chris Parson         | Oliviero Corbetta                       |
| Anna                          | Anna Graves          | Beatrice Caggiula                       |
| Miller                        | Jamieson Price       | Renzo Ferrini                           |
| Tokarev                       | Matt Riedy           | Vittorio Bestoso                        |
| Idiota                        | Boris Kievsky        | Roberto Palermo                         |
| Sam                           | Steven Blum          | Mario Zucca                             |
| Krest                         | Mark Ivanir          | Diego Sabre                             |
| Alyosha                       | Ari Rubin            | Luca Ghignone                           |
| Damir                         | Leonid Mendel        | Ruggero Andreozzi                       |
| Duke                          | Dimitry Rozental     | Alessandro Zurla                        |
| Stepan                        | Brad Grusnick        | Daniele Crasti                          |
| Katya                         | Anastasia Baranova   | Deborah Morese                          |
| Nastya                        | Sofia Prokhorova     | Sabrina Bonfitto                        |
| Yermak                        | JB Blanc             | Antonio Paiola                          |
| Dottore                       | Mark Ivanir          | Roberto Accornero                       |
| Giul                          | Cindy Robinson       | Gea Riva                                |
| Olga                          | Marina Dyakonenko    | Ludovica De Caro                        |
| Ammiraglio                    | Crispin Freeman      | Lorenzo Scattorin                       |
| Kiril Khlebnikov              | Kyle Arem            |                                         |
| Tenente Colonnello Khlebnikov | ?                    | Claudio Moneta                          |
| Tolya                         | ?                    | Marco Pagani                            |
| Silantius                     | Andrew Morgad        | Francesco Mei                           |
| Barone                        | André Sogliuzzo      | Raffaele Fallica Matteo Zanotti (sosia) |
| Capitano                      | ?                    | Natale Ciravolo                         |
| Annunciatore del Barone       | Matt Reidy           | Marco Balzarotti                        |
| Khan                          | JB Blanc             | Gianni Gaude                            |

Personaggi minori: Matteo Zanotti, Raffaele Fallica, Gianni Gaude, Valerio Amoruso, Stefano Albertini, Marco Balzarotti, Francesco Mei, Roberto Palermo, Alessandro Lussiana, Matteo De Mojana, Davide Fumagalli, Silvio Pandolfi, Roberto Accornero, Gianmarco Ceconi, Luca Sandri, Walter Rivetti, Marco Pagani.

## Modalità di gioco
Metro Exodus è un videogioco sparatutto in prima persona che combina il survival horror con elementi stealth. Ambientato in un futuro post-apocalittico dell'ex Federazione Russa, il giocatore deve affrontare vari pericoli, combattere contro creature mutanti e umani ostili. Il giocatore brandisce un arsenale di armi realizzate mediante un sistema di crafting. Il gioco presenta una combinazione di livelli lineari e ambienti sandbox. Include anche un sistema meteorologico dinamico, un ciclo giorno-notte e ambienti che cambiano insieme alle stagioni man mano che la storia avanza.

## Sviluppo
Lo sviluppo di Metro Exodus da parte dello studio 4A Games partì nel 2014 nei loro studi di Malta e Kiev ed il gioco utilizzerà il 4A Engine.

## Pubblicazione
Metro Exodus è stato annunciato l'11 giugno 2017 alla conferenza stampa Microsoft durante l'E3 del 2017. Inoltre Metro Exodus è stato annunciato come uno dei primi giochi ad implementare il ray tracing attraverso le schede video Nvidia GeForce RTX, ma unicamente per quanto riguarda il rendering dell'illuminazione globale.
Metro Exodus è stato distribuito per Microsoft Windows, Playstation 4 e Xbox One il 15 febbraio 2019, seguito da un'uscita su Google Stadia il 19 novembre 2019 in quanto parte del parco giochi iniziale della piattaforma.
Il primo DLC, I Due Colonnelli, è stato pubblicato nell'agosto 2019, mentre il secondo, intitolato La Storia di Sam, è stato pubblicato l'11 febbraio 2020.
Un'edizione migliorata del gioco intitolata Metro Exodus: Complete Edition è stata rilasciata il 6 maggio 2021 per Microsoft Windows e il 18 giugno per PlayStation 5 e Xbox Series X.

## Accoglienza
| Testata                          | Versione      | Giudizio |
| -------------------------------- | ------------- | -------- |
| Metacritic (media al 08-06-2020) | PC, Xone      | 82/100   |
| Metacritic (media al 08-06-2020) | PS4           | 80/100   |
| Game Informer                    | Xone          | 8.75/10  |
| GameSpot                         | PC, PS4       | 8/10     |
| IGN                              | PC, Xone, PS4 | 8.5/10   |
| PC Gamer                         | PC            | 78/100   |

Metro Exodus è stato accolto con recensioni positive sull'aggregatore di recensioni Metacritic, con punteggi di 82/100 per PC e Xbox One e 80/100 per Playstation4. Su Game Informer il titolo ha ricevuto 8.75/10, su GameSpot 8/10, su IGN 8.5/10 e su PC Gamer 78/100.

### Incassi
Nel mese di lancio Metro Exodus ha raggiunto il secondo posto nella classifica di vendite inglese. Il gioco ha anche venduto il 50% delle copie in più rispetto al suo predecessore, Metro: Last Light.
In Giappone sono state vendute approssimativamente 17 513 copie fisiche per PlayStation 4 durante il weekend di lancio, facendo diventare Metro Exodus il settimo gioco più venduto su ogni piattaforma.

### Premi e candidature
| Data             | Premio                 | Categoria        | Risultato | Fonte  |
| ---------------- | ---------------------- | ---------------- | --------- | ------ |
| 16 novembre 2018 | Golden Joystick Awards | Gioco più atteso | Candidato | [ 21 ] |